# Pantera neagră: Wakanda pentru totdeauna
Black Panther: Wakanda Forever este un film american cu supereroi bazat pe caracterul Black Panther din Marvel Comics. Produs de Marvel Studios și distribuit de Walt Disney Studios Motion Pictures, acesta se dorește a fi continuarea filmului Black Panther (2018) și al 30-lea film din Marvel Cinematic Universe (MCU). Filmul este regizat de Ryan Coogler, care a scris scenariul împreună cu Joe Robert Cole și îi are în distribuție pe Letitia Wright, Lupita Nyong'o, Danai Gurira, Winston Duke, Dominique Thorne, Florence Kasumba, Michaela Coel, Tenoch Huerta, Martin Freeman și Angela Bassett. În film, liderii Wakandei luptă pentru a-și proteja națiunea în urma morții regelui T'Challa.
Ideile pentru o continuare au început după lansarea lui Black Panther în februarie 2018. Coogler a negociat să revină ca regizor în următoarele luni, iar Marvel Studios a confirmat oficial dezvoltarea sequelului la jumătatea anului 2019. Planurile pentru film s-au schimbat în august 2020, când starul Black Panther, Chadwick Boseman, a murit din cauza cancerului de colon, Marvel alegând să nu-și reformeze rolul lui T'Challa. Alți membri principali ai distribuției din primul film au fost confirmați să revină până în noiembrie, iar titlul a fost anunțat în mai 2021. Producția a avut loc inițial de la sfârșitul lunii iunie până la începutul lui noiembrie 2021, în Atlanta și Brunswick, Georgia, precum și în jurul Massachusetts. înainte de o pauză pentru a-i permite lui Wright să se recupereze după o accidentare suferită în timpul filmărilor. Producția a fost reluată la jumătatea lunii ianuarie 2022 și s-a încheiat la sfârșitul lunii martie în Puerto Rico.
Black Panther: Wakanda Forever este programat să aibă premiera mondială la Hollywood pe 26 octombrie 2022 și va fi lansat în Statele Unite pe 11 noiembrie 2022, ca film final din Faza Patru a MCU.

## Premiză
Liderii regatului Wakanda luptă pentru a-și proteja națiunea de forțele invadatoare în urma morții regelui T'Challa și o nouă amenințare apare din națiunea submarină ascunsă Talokan.

## Distribuție
- Letitia Wright ca Shuri:

Prințesa din Wakanda care proiectează noi tehnologii pentru națiune. Wright a primit un rol mai important în film după moartea lui Chadwick Boseman, care a jucat în filmul anterioar din MCU ca fratele mai mare al lui Shuri, T'Challa/Black Panther. Wright a spus că Shuri apelează la tehnologia ei ca o modalitate de a-l întrista pe T'Challa.
- Lupita Nyong'o ca Nakia: un războinic, un spion sub acoperire pentru Wakanda, din Tribul River.[6]
- Danai Gurira ca Okoye: șeful Dorei Milaje, forțele speciale ale Wakandei, formate exclusiv din femei.[7]
- Winston Duke ca M'Baku:

Un războinic puternic care este liderul tribului de munte al Wakandei, Jabari. Duke a indicat că, în urma implicării lui Jabari în evenimentele din Avengers: Infinity War (2018) și Avengers: Endgame (2019), tribul nu mai este izolat de restul Wakandei. De asemenea, a simțit că M'Baku încearcă să „[descopere] cum să avanseze” în această nouă lume pentru Wakanda, la fel cum mulți din lumea reală încercau să facă același lucru în ceea ce privește pandemia de COVID-19.
- Dominique Thorne ca Riri Williams/Ironheart:

Un student la MIT și un geniu inventator din Chicago care creează o armură care rivalizează cu cea construită de Tony Stark/Iron Man.
- Florence Kasumba ca Ayo: un membru și comandantul secund al Dorei Milaje.[10]
- Michaela Coel ca Aneka: Un războinic wakandan.[6] Coel a fost atras de personajul care este ciudat ca în benzi desenate, iar Coogler a descris-o pe Aneka drept „un fel de rebelă”.[11]
- Tenoch Huerta ca Namor:

Regele Talokanilor, o civilizație antică a locuitorilor subacvatici, care se referă la el ca zeul șarpe cu pene K'uk'ulkan. Huerta a spus că Namor decide să se implice în lumea de la suprafață după ce T'Challa dezvăluie public adevărul despre Wakanda la sfârșitul primului film, ceea ce îl pune pe Talokan în „pericol”, determinându-l pe Namor și oamenii săi „să ia măsuri pentru a se proteja. ". Huerta a confirmat, de asemenea, că personajul este un mutant ca în benzile desenate. Coogler a fost entuziasmat să includă „trăsăturile cu adevărat unice” ale personajului din benzi desenate, inclusiv aripile gleznelor și urechile ascuțite. De asemenea, l-a descris ca fiind „un fel de nemernic, un fel de romantic și pur și simplu incredibil de puternic”. Huerta a învățat o limbă mayașă pentru rol, precum și cum să înoate.
- Martin Freeman ca Everett K. Ross: un agent al Agenției Centrale de Informații.[17]
- Angela Bassett ca Ramonda:

Regina-mamă a Wakandei care îndurerează moartea fiului ei T'Challa. Bassett a explicat că Ramonda ar încerca să echilibreze conducerea poporului ei, fiind o mamă pentru Shuri și ținând „la distanță” amenințările la adresa Wakandei, toate în timp ce îndurera moartea lui T’Challa.
În plus, Isaach de Bankolé, Dorothy Steel și Danny Sapani își reiau rolul de bătrâni ai Tribului Wakandan River, Tribului Negustor și, respectiv, Tribului Border. Mabel Cadena o interpretează pe verișoara lui Namor, Namora, în timp ce Alex Livinalli îl interpretează pe războinicul Talokan Attuma. Kamaru Usman și Richard Schiff au fost repartizați în roluri nedezvăluite.